# Epizeuxis lubricalis
Epizeuxis lubricalis là một loài bướm đêm trong họ Noctuidae.